# بطولة العالم لسباق الدراجات على الطريق 1997
بطولة العالم لسباق الدراجات على الطريق 1997 هي الدورة ال70 من بطولة العالم لسباق الدراجات على الطريق، أجريت في سان سباستيان، إسبانيا.

## النتائج النهائية
| المسابقة              | ذهبية                            | فضية                        | برونزية                        |
| --------------------- | -------------------------------- | --------------------------- | ------------------------------ |
| الرجال                |                                  |                             |                                |
| سباق الطريق ضد الساعة | لوران بروتشارد (فرنسا)           | بو همبرغر (الدنمارك)        | ليون فان بون (هولندا)          |
| سباق الطريق المداري   | لوران جالابير (فرنسا)            | سيرهي هونتشار (أوكرانيا)    | كريس بوردمان (المملكة المتحدة) |
| السيدات               |                                  |                             |                                |
| سباق الطريق ضد الساعة | جيني لونغو (فرنسا)               | زولفيا زابيروفا (روسيا)     | جوديث أرندت (ألمانيا)          |
| سباق الطريق المداري   | Alessandra Cappellotto (إيطاليا) | Elizabeth Tadich (أستراليا) | كاثرين مارسال (فرنسا)          |
| رجال أقل من 23 سنة    |                                  |                             |                                |
| سباق الطريق المداري   | كورت اسلي ارفسين (النرويج)       | أوسكار فريري (إسبانيا)      | غيريت جلومسير (النمسا)         |
| سباق الطريق ضد الساعة | Fabio Malberti (إيطاليا)         | لازلو بودروجي (المجر)       | David George (جنوب أفريقيا)    |
| شبان                  |                                  |                             |                                |
| سباق الطريق المداري   | Crescenzo D'Amore (إيطاليا)      | مارتن بولت (سويسرا)         | Margus Salumets (إستونيا)      |
| سباق الطريق ضد الساعة | Torsten Hiekmann (ألمانيا)       | Michael Rogers (أستراليا)   | أليكسي ماركوف (روسيا)          |
| شابات                 |                                  |                             |                                |
| سباق الطريق المداري   | ميريلا فان ميليس (هولندا)        | نيكول براندلي (سويسرا)      | صوفي اندرسون (السويد)          |
| سباق الطريق ضد الساعة | أولغا زابيلينسكايا (روسيا)       | Sylvia Hübscher (ألمانيا)   | Maria Cagigas Amedo (إسبانيا)  |